# Stefano Albertini
Stefano Albertini (Legnano, 4 febbraio 1959) è un doppiatore italiano.

## Doppiaggio

### Cinema
- Ted Smith in Drive - Prendetelo vivo
- Andrew Gillies in The Skulls II
- Nicky Katt in American Yakuza
- Aidan Devine in The Dark Hours
- Lomax Study in La piccola principessa
- Neal DeLama in Don't Sleep Alone
- John Dixon e Neil Kopit in Tremors 4 - Agli inizi della leggenda
- Kevin Daniels in Il natale più bello di sempre
- Kirk Balzt in Parker
- Pablo Rosso in Rec 2

### Serie televisive
- Vince Williams, Victor Slezak e Alan Davidson in Sentieri
- Robert Parucha in Febbre d'amore
- Orlando Hernández in Isa TVB
- James May in Top Gear
- Alex Désert in Becker
- Barry Del Sherman in Outer Range
- Mark Pellegrino in Tredici (1ª voce)
- John Jarratt in Le sorelle McLeod
- Jeffrey Tambor in Transparent
- Carlos Olalla in Una vita

### Film di animazione
- Master in È quasi magia Johnny: Una difficile scelta (entrambi i doppiaggi), Orange Road The Movie: ...e poi, l'inizio di quella estate... (secondo doppiaggio)
- Earthquake in Samurai Spirits - Apocalisse a Edo'
- Frey in Nadia e il mistero di Fuzzy (primo doppiaggio)
- Hanson in Nadia e il mistero di Fuzzy (secondo doppiaggio)
- Salamander in Harmagedon - La guerra contro Genma
- Jake Morgendorffer in Daria - The Movie: È già autunno?
- Seishiro Sakurazuka in X-1999
- Obir in La leggenda di Crystania
- Sofocle in Piuma, il piccolo orsetto polare
- Tadokoro in Perfect Blue
- Rinkus in Alla ricerca della Valle Incantata 7 - La pietra di fuoco freddo
- Dean Arbagast e personaggi vari in Batman & Mr. Freeze: SubZero
- Un terrorista e Caesar Carlini in I migliori del mondo
- Agente Dunbar in Barbie - Squadra speciale
- Juan in Gli Abrafaxe e i pirati dei Caraibi
- Genpachiro Akiyama in Mobile Battleship Nadesico - The Movie - Il principe delle tenebre
- Gades in Ken il guerriero - La leggenda del vero salvatore
- Yoshiaki Hara in Detective Conan - Trappola di cristallo
- Sveltolo in I 7 nani
- Jamin in Fatal Fury: The Motion Picture
- Sindaco Mannes in Il film Pokémon: Nero - Victini e Reshiram e Bianco - Victini e Zekrom
- Un predone in Doraemon - The Movie: Le mille e una notte
- Padre di Kukuru in Doraemon - Il film: Nobita e la nascita del Giappone
- Gaga in Doraemon - Il film: Nobita e l'isola del tesoro
- Monkey D. Garp in One Piece - Avventura sulle isole volanti, One Piece Film: Z
- Crocodile in One Piece Stampede - Il film[1]
- Daigen in Dragon Ball Super - Broly
- Endeavor in My Hero Academia: Heroes Rising
- Madigan in Coonskin

### Serie animate
- Maciste in C'era una volta... l'uomo (2° dopp.)
- Crocodile (1ª voce), Garp (2ª voce), Lucky Lou (1^ voce), Moji, Kamakiri, Brannew (2^ voce) e vari personaggi in One Piece
- Jake Morgendorffer in Daria
- Sylvester Stallone e Marlon Brando in Celebrity Deathmatch
- Beebop in Tartarughe Ninja alla riscossa
- Dottor Destino e Gabriel Jones in L'incredibile Hulk
- Alfiere / Lucas Bishop, longshot e Colosso in X-Men
- Dott. Splitz/Splitzy in Una giungla di stelle per capitan Simian
- Stegz in Extreme Dinosaurs - Quattro dinosauri scatenati
- Billy Blazes in Rescue Heroes - Squadra soccorso
- Vicepreside Lancer in Danny Phantom
- Hooves in Numb Chucks
- Ginzo Nakamori (ep.509), Kiyonaga Matsumoto (4ª voce) e voci secondarie in Detective Conan
- Gen. Klump in Donkey Kong Country
- Sir Ram in Spider-Man Unlimited
- Smedley in Woody Woodpecker / Picchiarello (2ª ediz.)
- Gunner in Dino Riders
- Mike Hauger in Nascar Racers
- Oscar in Ferdy
- Benjamin da adulto ne Il mondo di Peter Coniglio e dei suoi amici
- Ranger Jones in Benny & Ralph: due cuccioli per amici
- Capitano Basil Steele in Sam il pompiere (serie del 2004)
- Patan in All'arrembaggio Sandokan!
- Adam in Che famiglia è questa Family!
- Sig. Kobayashi in Ciao io sono Michael
- Little John in Robin Hood
- Sandar in Il libro della giungla
- Tenente Gabriel in Zorro
- Professor Birch in Pokémon Advanced
- Unita e padre Jacques in Flint a spasso nel tempo
- Lobos in Transformers
- Ratchet in Transformers Animated
- Tokageroh in Shaman King
- Demon in I cinque samurai
- Sig. Sagami in Let's & Go - Sulle ali di un turbo
- Generalissimo Zeta in Gatchaman - Battaglia dei pianeti
- Losmandos in Gatchaman - Battaglia dei pianeti
- Randy in Un incantesimo dischiuso tra i petali del tempo per Rina
- Black in Dragon Ball (2ª ediz.)
- Rikoom, Spopovich e vari personaggi minori in Dragon Ball Z
- Dottor Rota, Bergamo, Obni e Galbi in Dragon Ball Super
- Aquarius in I Cavalieri dello zodiaco - La leggenda dei guerrieri scarlatti
- Beld in Record of Lodoss War
- Ueda Genki in Nanako - Manuale di genetica criminale
- Gengoro Jin in L'invincibile Zambot 3
- Mec in Teknoman
- Grenedier in Cosmowarrior Zero
- BK-1/Braiking Boss in Kyashan - Il ragazzo androide
- Abigail in Bastard!!
- Endeavor (1ª voce) in My Hero Academia
- Sir Bryant in Principe Valiant
- Karasu in Kojiro: Lo spirito del vento
- Lazlo in Green Legend Ran
- Noda in Il minatore dello spazio
- Oguri in La spada dei Kamui
- Kalion in MAPS: La leggenda dell'uragano di luce
- Fujikuro in I.R.I.A - Zeiram the Animation
- nonno di Hibio in Tattoon Master
- Mark Wembley (una delle varie voci) in Tommy, la stella dei Giants
- Hobb in Record of Lodoss War: La saga dei cavalieri
- Onimaru in Kujaku l'esorcista
- Wolf/Sincro in Yui - Ragazza virtuale
- Pipin in Berserk
- Duke Vedmire in La leggenda di Vox Machina
- Micene di Sagitter in I Cavalieri dello zodiaco (ep. 25), I Cavalieri dello zodiaco - Saint Seiya - Hades, I Cavalieri delo zodiaco (serie 2019)
- Ban del Leone Minore in I Cavalieri dello zodiaco (ep. 63), I Cavalieri dello zodiaco - Saint Seiya - Hades
- Aquarius (ep. 62-63) e Toro (ep. 72-73) in I Cavalieri dello zodiaco
- Hanson in Nadia - Il mistero della pietra azzurra (2° doppiaggio)
- Butajiri in Yu Yu Hakusho
- Commentatore partite del campionato in Captain Tsubasa
- Capitano in Castlevania
- Jim Morales (2ª voce) in Code Lyoko
- Raymond Zarg Lauransan (stagione 4) e Olin in Overlord
- Keiun in Hell's Paradise
- Larcvalt XIII in L'eroe è morto!
- Re Arnold Von Arselia e voci secondarie in I Got a Cheat Skill in Another World and Became Unrivaled in the Real World, Too
- Razen (s.2) in That Time I Got Reincarnated as a Slime

### Videogiochi
- Georg Immerding in Gabriel Knight 2: The Beast Within (1995)[2]
- Kromlech e Lortimer in Baldur's Gate: Dark Alliance (2001)[3]
- Sam in Desperados: Wanted Dead or Alive (2001)[4]
- Pescatore e Gordy in Jak and Daxter: The Precursor Legacy (2001)[5]
- Gabriel in Age of Wonders II: The Wizard's Throne (2002)[6]
- Charlie Jolson in The Getaway (2002)[7]
- Voce narrante in Heroes of Might and Magic IV (2002)[8]
- Voce dei filmati introduttivi in MotoGP: Ultimate Racing Technology (2002)
- Densimo in Arc - Il tramonto degli Spiriti (2003)[9]
- Gran Maestro dei Neotemplari e Colonnello Batly in Broken Sword: Il sonno del drago (2003)[10]
- Vasyl Berkut e Agente al computer in Mission Impossible - Operation Surma (2003)[11]
- Signor Jones/Generale Bulba in Freedom Fighters (2003)[12]
- Krew e Brutter in Jak II: Renegade (2003)[13]
- Adin Clark in Shadow Ops: Red Mercury (2004)[14]
- Obelix, Ordinalfabetix e Abraracourcix in Asterix & Obelix XXL (2004)[15]
- Geniere in Commandos 3: Destination Berlin (2004)[16]
- Charles Jericho in Driv3r (2004)[17]
- Ten. col. Frank J. Sturgess e ten. Michael K. Dandridge in Men of Valor (2004)[18]
- Munroe in The Getaway: Black Monday (2004)[19]
- Sergei Bjarkhov in Hitman: Contracts (2004)[20]
- Dottor Cloud e Viktor Kharkov in Doom 3: Resurrection of Evil (2005)[21]
- Tuono in Fable - The Lost Chapters (2005)[22]
- Rowdy Betters e Senatore in F.E.A.R. (2005)[23]
- Krew in Jak X (2005)[24]
- Brutter in Daxter (2006)[25]
- Garmon Koumas, Direttore Murron, Cittadini di Casablanca e Azadi in Dreamfall: The Longest Journey (2006)[26]
- Studioso Azunita/Mago Nero e Valdis in Dungeon Siege II (2006)[27]
- Rowdy Betters in F.E.A.R. Extraction Point (2006)[23]
- Generale Armin Metrac in Killzone: Liberation (2006)[28]
- Stephen Cartwright in Resistance: Fall of Man (2006),[29] Resistance: Retribution (2009)[30]
- Takeo Masaki in Call of Duty: World at War (2008)[31]
- Comandante Oleg Vodnik in Command & Conquer: Red Alert 3 (2008)[32]
- Ispettore Clamp Grosky ne Il professor Layton e il richiamo dello spettro (2009)[33] e Il professor Layton e la maschera dei miracoli (2011)[34]
- Ghadius in Klonoa: Door to Phantomile - versione Wii (2009)[35]
- Cardinale Lucius in Anno 1404 (2009)[36]
- Uberto Alberti in Assassin's Creed II (2009)[37]
- Falco in Avatar (2009)[38]
- Killer Croc in Batman: Arkham Asylum (2009),[39] Batman: Arkham City (2011)[40]
- Dottor Ned in Borderlands (2009)[41]
- Soldato in Cryostasis: Il Sonno della Ragione (2009)[42]
- Dante Alighieri in Dante's Inferno (2010)[43]
- Karl Weyland in Aliens vs Predator (2010)[44]
- Sergente McKee in Battlefield: Bad Company 2 (2010)[45]
- Takeo Masaki in Call of Duty: Black Ops (2010)[46]
- Karl Blaine in Just Cause 2 (2010)[47]
- Shangsi in Kane & Lynch 2: Dog Days (2010)[48]
- Ridolino in Il professor Layton e la maschera dei miracoli (2011)[34]
- Pilota della nave in Warhammer 40.000: Space Marine (2011)[49]
- Amir Kaffarov in Battlefield 3 (2011)[50]
- Capitano McMillian e Kamarov in Call of Duty: Modern Warfare 3 (2011)[51]
- Voce narrante in Dead Space 2 (2011)[52]
- Marcus Fenix in Gears of War 3 (2011),[53] Gears of War 4 (2016),[54] Gears 5 (2019)[55]
- William A. Fitzrandolph in Hollywood Monsters 2 (2011)[56]
- Capitano Phoenix in Starhawk (2012)[57]
- Capitan Flynn nella serie di Skylanders (da Skylanders: Giants a Skylanders: Imaginators)
- Hunter Hellquist e Flanksteak in Borderlands 2 (2012)[58]
- Butcher Joyce in The Darkness II (2012)[59]
- Arconte in Darksiders II (2012)[60]
- Padre Rathe in Diablo III (2012)[61]
- Peter Chamberlaine in Assassin's Creed IV: Black Flag (2013)[62]
- Killer Croc in Batman: Arkham Origins (2013)[63]
- Alex V. "Ajax" Johnson in Call of Duty: Ghosts (2013)[64]
- Theodore Lagerfeld in Dead Rising 3 (2013)[65]
- David Evans e Philip Minion in Inazuma Eleven 3 (2013)[66]
- Poliziotto in Need for Speed: Rivals (2013)[67]
- Darpan in Far Cry 4 (2014)[68]
- Magni Barbabronzea, Heigan l'Impuro, Vaelastrasz il corrotto, Maestro di spada ferito, Fante di Gnomeregan, Distruttore del fuoco e Electron in Hearthstone (2014)[69]
- Thatcher in Tom Clancy's Rainbow Six: Siege (2015)
- Killer Croc in Batman: Arkham Knight (2015)[70]
- Takeo Masaki in Call of Duty: Black Ops III (2015)[71]
- Jaffar in Dying Light (2015)[72]
- Muradin (Marauder) in Heroes of the Storm (2015)[73]
- Butler in FIFA 17 (2016)[74], FIFA 18 (2017)[75]
- Thanos in Dungeons III (2017)[76]
- Brasida e Demostene in Assassin's Creed: Odyssey (2018)[77]
- Takeo Masaki in Call of Duty: Black Ops IIII (2018)[78]
- Pastore Jerome Jeffries in Far Cry 5 (2018)[79]
- Papu Papu in Crash Team Racing Nitro-Fueled (2019)[80]
- Scultore in Sekiro: Shadows Die Twice (2019)[81]
- Scorpion in Mortal Kombat 11 (2019),[82] Mortal Kombat 1 (2023)[83]
- Pastore Jerome Jeffries in Far Cry New Dawn (2019)[84]
- Howard in Marvel Spider-Man: Miles Morales (2020),[85] Spider-Man 2 (2023)[86]
- Brian Doyle in F1 2021 (2021)[87] e F1 23 (2023)[88]
- Voce automatica in The Callisto Protocol (2022)[89]
- Yegor Molotov in Atomic Heart (2023)[90]
- Nonno Earl in Marvel Spider-Man 2 (2023)[86]
- Galio e Lucian in League of Legends

## Filmografia
- Balliamo e cantiamo con Licia - serie TV, 1 episodio (1988)
- Finalmente soli - sitcom, 1 episodio (2000)
- Casa Vianello - sitcom, 2 episodi (2002-2003)